# Paul Telfer
Paul Telfer (ur. 30 października 1979 w Paisley) – brytyjski aktor telewizyjny i filmowy, wystąpił jako Xander Kiriakis w operze mydlanej NBC Dni naszego życia.

## Życiorys
Dorastał w Londynie. Pracował jako ekspedient sklepowy, nauczyciel i artysta.
W 2002 zadebiutował na szklanym ekranie w jednym z odcinków brytyjskiego serialu To Harry na statku? (Is Harry on the Boat). Do tytułowej roli legendarnego bojownika w filmie telewizyjnym Hallmark Herkules (Hercules, 2005) został wybrany spośród ponad 200 kandydatów. W telewizyjnym filmie Spartakus (Spartacus, 2004) z Goranem Visnjicem w roli tytułowej wystąpił jako Gannicus. W kinie pojawił się po raz pierwszy w grecko-egipsko-brytyjsko-amerykańskim filmie Aleksander Wielki z Macedonii (Alexander the Great from Macedonia, 2006).

## Filmografia

### Filmy
- 2010: Aleksander Wielki z Macedonii (Alexander the Great From Macedonia) jako Hephaestion
- 2011: Son of morning jako Glenn

### Filmy TV
- 2004: Spartakus (Spartacus) jako Gannicus
- 2005: Herakles (Hercules) jako Hercules

### Seriale TV
- 2003: Średnia mila (Mile High) jako Rory
- 2002: To Harry na statku? (Is Harry on the Boat?) jako Matt
- 2007: Hotel Babylon jako Luke Marwood
- 2007–2010: Agenci NCIS jako Damon Werth
- 2013: Anatomia prawdy jako Tanner Brennan
- 2014: CSI: Kryminalne zagadki Las Vegas jako Lex
- 2014: Cosmos: A Spacetime Odyssey jako zły uczony
- 2015: Dni naszego życia jako Damon
- 2015: Dawno, dawno temu jako Lord Macintosh
- 2015-: Dni naszego życia jako Xander Kiriakis
- 2019: Agenci T.A.R.C.Z.Y. jako Viro